# Mr. Mayor
 (février 2021).
Si vous disposez d'ouvrages ou d'articles de référence ou si vous connaissez des sites web de qualité traitant du thème abordé ici, merci de compléter l'article en donnant les références utiles à sa vérifiabilité et en les liant à la section « Notes et références ».
Mr. Mayor est une série télévisée américaine de type sitcom en vingt épisodes de 22 minutes créée par Tina Fey et Robert Carlock et diffusée entre le 7 janvier 2021 et le 17 mai 2022 sur le réseau NBC et en simultané sur Citytv au Canada. Elle met en vedette Ted Danson, Bobby Moynihan et Holly Hunter.
Cette série est inédite dans tous les pays francophones.

## Synopsis
Neil Bremer est un riche homme d'affaires qui se présente à la mairie de Los Angeles "pour toutes les mauvaises raisons". Une fois qu'il gagne, il doit comprendre ce qu'il représente, gagner le respect de son personnel et se connecter avec sa fille adolescente, tout en contrôlant la population des coyotes.

## Distribution

### Acteurs principaux
- Ted Danson : Neil Bremer, un cadre publicitaire retraité qui se présente et devient maire de Los Angeles pour gagner le respect de sa fille.
- Holly Hunter : Arpi Meskimen, l'adjoint du maire de Los Angeles et une ancienne conseillère municipale de trente ans avec une attitude bourru et pragmatique.
- Vella Lovell : Mikaela Shaw, chef du cabinet de Neil et influenceur des médias sociaux.
- Mike Cabellon (en) : Tommy Tomás, stratège en chef de Neil.
- Kyla Kenedy : Orly Bremer, la fille de Neil.
- Bobby Moynihan : Jayden Kwapis, le directeur des communications de Neil dont la personnalité maladroite cache son intelligence de la rue et son instinct politique.
- Yedoye Travis : James (saison 2)

### Acteurs récurrents
- Rachel Dratch : Ms Adams
- Jennifer DeFilippo : Valerie
- Josie Totah : Titi B (saison 2)

### Invités
- Benito Martinez : Maire Delgado ("Pilot")
- Andie MacDowell : elle-même ("Brentwood Trash")
- David Spade : lui-même ("Brentwood Trash")
- Chrissy Teigen : elle-même ("Brentwood Trash")
- A.J. Castro : Nestor ("Dodger Day")
- Ani Sava : Daniella ("Dodger Day")
- Josh Sussman : Leslie ("Dodger Day")
- Gabrielle Ruiz (en) : Emily Biyata ("Dodger Day")
- Natalie Morales : Susan Karp ("Respect in the Workplace")

## Production
Le 12 mai 2022, la série est annulée.

## Épisodes

### Première saison (2021)
1. Old Wounds
2. Mayor's Day Out
3. Brentwood Trash
4. The Sac
5. Dodger Day
6. Respect in the Workplace
7. Avocado Crisis
8. Hearts Before Parts
9. #Palmtreeform

### Spécial (2021)
1. Mr. Mayor's Magical L.A. Christmas

### Deuxième saison (2022)
Le 22 mars 2021, la série est renouvelée pour une deuxième saison. Après un épisode de Noël diffusé le 15 décembre 2021, la série reprendra le 15 mars 2022.
1. Move Fast and Break Things
2. Mayor Daddy
3. Trampage
4. The Illusion of Choice
5. Sister Cities
6. Venus on the Moon
7. Murder in the Old West
8. Titi B.
9. The Recall
10. The Debate